# Russ, Bas-Rhin

Russ este o comună în departamentul Bas-Rhin, Franța. În 1 ianuarie 2022 avea o populație de 1.233 de locuitori.